# Готлиб, Хелена
Хелена Готлиб (пол. Helena Gotlib; 1885, Гродно — 1943, Варшавское гетто, Генерал-губернаторство) — польская актриса театра и кино на идише.

## Биография
Родилась в 1885 году в интеллигентной еврейской семье в Гродно. Вскоре её семья переехала в Варшаву, где Хелена училась в гимназии. В довоенный период играла в труппах Аврума-Ицхока Каминского и снималась в его фильмах на киностудии Kosmofilm Амплуа — роль матери.
В годы Первой мировой войны работала в России. Затем вернулась в Польшу, выступала в еврейском театре «Централ» в Варшаве. В 1923 году вместе с мужем Айзиком Самбергом перешла в Виленскую труппу («Вилнер трупе»), базировавшуюся в этот период в Бухаресте, и играла в составе этого коллектива до 1929 года.
Во время оккупации Польши нацистами была заключена в Варшавское гетто, где и погибла в 1943 году.

## Фильмография
- «Двумужница»[пол.] (идиш זײַן װײַבס מאַן‎ — муж его жены; 1913)
- «Кара Божья»[пол.] (идиш גאָטס שטראָף‎; 1913)
- «Отвергнутая дочь»[пол.] (идиш די פֿאַרשטױסענע טאָכטער‎; 1915)
- «Брак на распутье»[пол.] (идиш זײַן װײַבס מאַן‎ — зайн вайбс ман, муж его жены; 1916, вторая экранизация того же сценария)
- «Один из тридцати шести»[пол.] (идиш דער למד־װניק‎ — дер ламед-вовник, праведник; 1925)
- «В польских лесах»[пол.] (идиш אין פּױלישע װעלדער‎ — ин пойлише велдер; 1929)